# Чемпионат Литовской ССР по футболу
Чемпионат Литовской ССР по футболу — футбольный турнир, определявший сильнейшие литовские любительские футбольные команды. Разыгрывался с 1945 по 1990 годы между клубными командами. В системе лиг советского футбола имел статус соревнования коллективов физической культуры.

## Чемпионы
Победителями становились:

| - 1945 Спартакас (Каунас) - 1946 Динамо (Каунас) - 1947 Локомотивас (Каунас) - 1948 Эльняс (Шяуляй) - 1949 Эльняс (Шяуляй) - 1950 Инкарас (Каунас) - 1951 Инкарас (Каунас) - 1952 Салютас (Вильнюс) - 1953 Эльняс (Шяуляй) - 1954 Инкарас (Каунас) | - 1955 Лима (Каунас) - 1956 Линю аудиниай (Плунгис) - 1957 Эльняс (Шяуляй) - 1958 Эльняс (Шяуляй) - 1958/59 Раудоной жвайгжде (Вильнюс) - 1959/60 Эльняс (Шяуляй) - 1960/61 Эльняс (Шяуляй) - 1961/62 Атлетас (Каунас) - 1962/63 Статиба (Паневежис) - 1964 Инкарас (Каунас) | - 1965 Инкарас (Каунас) - 1966 Невежис (Кедайняй) - 1967 Салютас (Вильнюс) - 1968 Статиба (Паневежис) - 1969 Статибининкас (Шяуляй) - 1970 Атлетас (Каунас) - 1971 Пажанга (Вильнюс) - 1972 Невежис (Кедайняй) - 1973 Невежис (Кедайняй) - 1974 Таурас (Шяуляй) | - 1975 Дайнава (Алитус) - 1976 Атмосфера (Мажейкяй) - 1977 Статибининкас (Шяуляй) - 1978 Гранитас (Клайпеда) - 1979 Атмосфера (Мажейкяй) - 1980 Гранитас (Клайпеда) - 1981 Гранитас (Клайпеда) - 1982 Пажанга (Вильнюс) - 1983 Пажанга (Вильнюс) - 1984 Гранитас (Клайпеда) | - 1985 Экранас (Паневежис) - 1986 Банга (Каунас) - 1987 Таурас (Таураге) - 1988 СРТ (Вильнюс) - 1989 Банга (Каунас) - 1990 Сириюс (Клайпеда) |